# Kjulo kyrka
Kjulo kyrka (finska: Köyliön kirkko) är en historisk träkorskyrka i Kjulo i det finländska landskapet Satakunta. Kyrkan ligger på Kjulo träsks största ö Kirkkosaari. Kjulo kyrka färdigställdes år 1752 och omkring kyrkan finns en gammal begravningsplats. Kjulo kyrka ägs av Säkylä-Kjulo församling. Före kommunsammanslagningen mellan Säkylä och Kjulo år 2016 var kyrkan Kjulo församlings huvudkyrka.
Kjulo kyrka, ön Kirkkosaari och trädallén till kyrkbyn tillhör värdefulla byggda kulturmiljöer av riksintresse och är därmed skyddade enligt lag.

## Historia och arkitektur

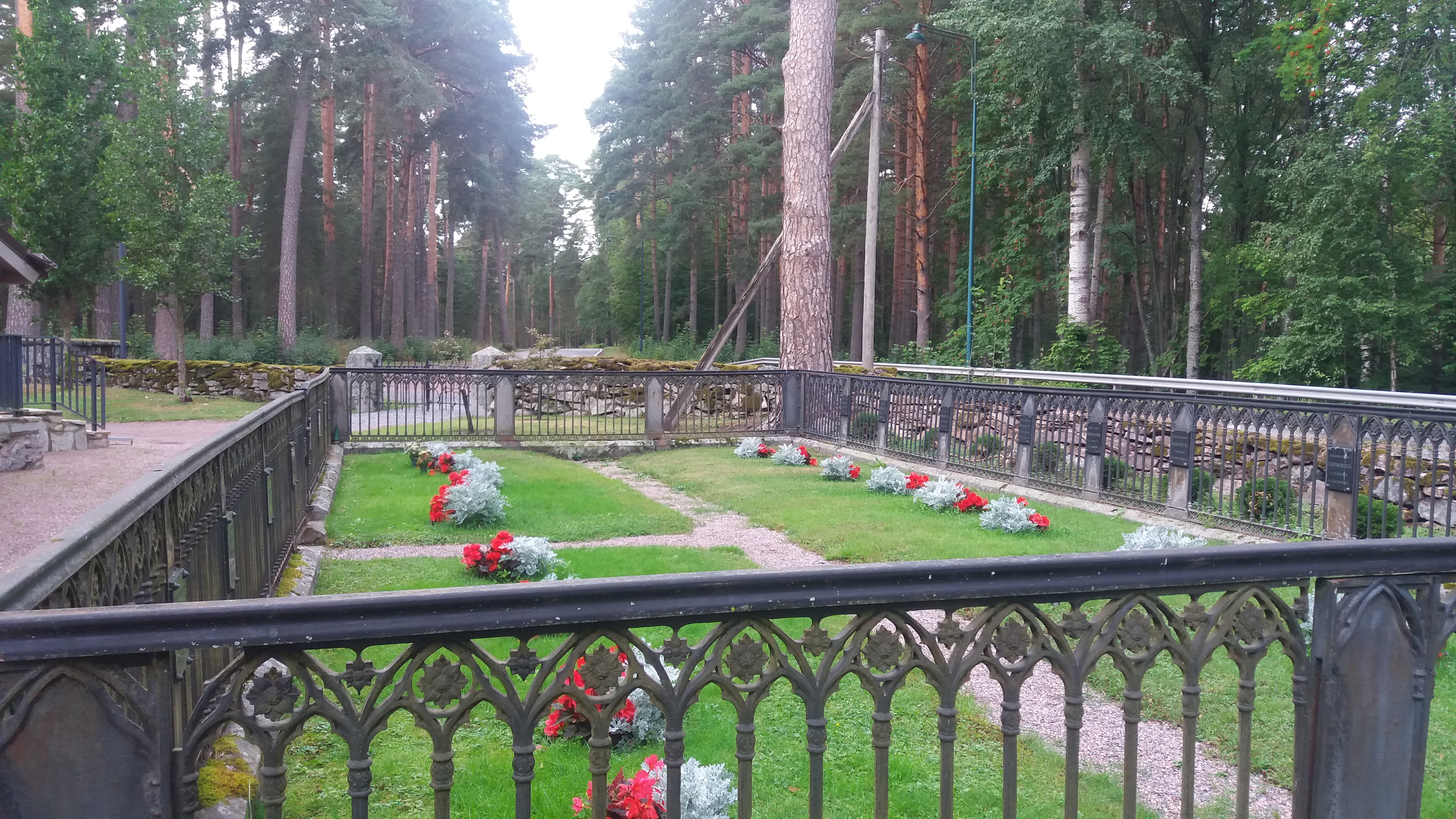
Cedercreutz släktgrav vid Kjulo kyrka.

Kjulo kyrka ritades av den svenska byggmästaren Gustaf Adolf Wiman. Ludvika Ulrikas kyrka i Ludvika i Sverige byggdes enligt samma ritningar. Uppförandet av båda kyrkorna stöttes av adliga ätten Cedercreutz som har ägt gården Kjuloholm på ön Kirkkosaari sedan 1740-talet. Kjulo kyrka renoverades och förnyades grundligt mellan 1888 och 1890 enligt arkitekt Sebastian Gripenbergs ritningar. Kyrkans fasad fick nygotisk stil och sakristian fick sadeltaket. Då byggdes också kyrkas klocktorn.
År 1978 fick kyrkans inre delar svåra skador efter en brand.
Grüner, en livvakt till Gustav III, är begravd under Kjulo kyrkas golv. Grüner som var 24 år avled vid Kjulos Kungskälla efter duell med kungens andra livvakt år 1775 när kungen besökte området.

### Inventarier
Kjulo kyrkans altartavla är målad av en okänd konstnär, möjligen i Italien. Altartavlan föreställer Kristi korsfästelse.
Minnesmärket vid Kjulo hjältegravar är designat av arkitekt Arvid Tollet och invigdes år 1950.
"Prästtrapporna" som är de stora stentrapporna från Kjulo träsks strand till kyrkogården fanns på ön Kirkkosaari åtminstone redan när den nuvarande kyrkan byggdes på 1750-talet. Trapporna har kallats prästtrapporna eftersom kyrkoherdar som bodde på fastlandet i Kjulo använde trapporna för att komma till kyrkogården.
I samband med kyrkans renovering år 2015 hittade man värdefulla och välbevarade textilier. Textilierna fanns i gamla kistor som härstammar från 1700-talet. Kistorna låg under kyrkans golv.